# Martinien Tega
Martinien Tega (11 december 1981) is een Kameroens voormalig wielrenner.

## Overwinningen
2003
7e etappe Ronde van Senegal
2004
Kameroens kampioen op de weg, Elite
3e etappe Ronde van Kameroen
Eindklassement Ronde van Kameroen
2006
1e etappe Tour de l'est international
2007
7e etappe Tour de l'est international
2008
3e etappe Ronde van Senegal
3e etappe Ronde van Kameroen
2009
2e etappe Ronde van Kameroen
3e etappe Grand Prix Chantal Biya
2010
1e etappe Grand Prix Chantal Biya
Eindklassement Grand Prix Chantal Biya